# Laura Massaro
Laura Massaro, née Laura Lengthorn le 2 novembre 1983 à Great Yarmouth, est une joueuse anglaise de squash. Elle est championne du monde en 2013 et atteint en janvier 2016 la première place mondiale sur le circuit international.

## Biographie
Elle est née Laura Lengthorn le 2 novembre 1983 à Great Yarmouth. Elle fréquente l'école secondaire Albany High School, Chorley qui s'appelle maintenant Albany Academy. En juillet 2007, elle épouse Danny Massaro et devient Laura Lengthorn-Massaro. Elle a par la suite abandonné Lengthorn de son nom et est désormais connue professionnellement sous le nom de Laura Massaro.
Elle  remporte son premier titre de haut niveau à l'Open d'Allemagne en 2004, remporte le British Open en 2013 et les championnats du monde en 2014, devenant ainsi la première Anglaise à détenir les deux titres à la fois.
Elle gagne l'US Open et le Cleveland Classic en 2011, le Sharm El Sheikh Open en 2010, et le Monte-Carlo Squash Classic en 2008 et 2009.
Laura Massaro remporte également les Championnats britanniques de squash en 2011, battant Jenny Duncalf en finale 7-11, 11-9, 7-11, 7-11, 11-7, 11-7, 11-2. Elle avait déjà terminé finaliste des championnats en 2008 (défaite en finale contre Alison Waters 11-6, 7-11, 8-11, 8-11, 9-11).
Aux Jeux du Commonwealth de 2010, Laura Massaro remporte une médaille d'argent en double féminin (en partenariat avec Jenny Duncalf). Quatre ans plus tard, aux Jeux du Commonwealth de 2014, elle remporte deux médailles d'argent : l'argent en simple après avoir terminé deuxième derrière Nicol David et une autre médaille d'argent en double avec Jenny Duncalf.
Après avoir brillamment commencé l'année 2014 en remportant le titre du WSA World Tour à Chicago, Laura Massaro remporte le plus grand titre de sa carrière aux championnats du monde à Penang en battant la jeune Nour El Sherbini en finale. Son exploit, avec celui du champion du monde en titre Nick Matthew, permet à l'Angleterre d'avoir deux champions du monde de squash en titre pour la première fois.
La saison exceptionnelle de Laura Massaro en 2014 se poursuit lorsqu'elle dispute la finale du British Open face à Nicol David en mai.
Aux Jeux du Commonwealth de Glasgow en juillet 2014, Laura Massaro demeure invaincue en simple féminin - y compris une demi-finale contre sa compatriote Alison Waters - avant de s'incliner une nouvelle fois face à Nicol David dans le match pour la médaille d'or.
En octobre, Laura Massaro atteint les quarts de finale de l'US Open, où elle s'incline face à Nour El Sherbini. Après une série de performances médiocres à la fin de 2014 et au début de 2015, elle se qualifie pour sa troisième finale du British Open avant de s'incliner face à Camille Serme.
Laura Massaro commence sa saison 2015-2016 de manière brillante en remportant la victoire à l'US Open et au Qatar Classic. Après avoir battu la numéro un mondiale Raneem El Weleily (qui a elle-même mis fin à la série ininterrompue de 9 ans de Nicol David comme numéro un mondiale plusieurs mois auparavant) en demi-finales de l'Open de Hong Kong, elle devient la troisième Anglaise (et la première depuis 2004) à se hisser au sommet du classement mondial,.
En 2016, elle peine à confirmer son rang de numéro un mondiale mais la saison 2017 est brillante avec une finale au prestigieux Tournoi des Champions face à Camille Serme et une nouvelle victoire au British Open face à Sarah-Jane Perry.
En mai 2019, elle annonce que le British Open sera le dernier tournoi de sa carrière. En décembre 2019, elle devient membre de l'Ordre de l'Empire britannique.

## Palmarès

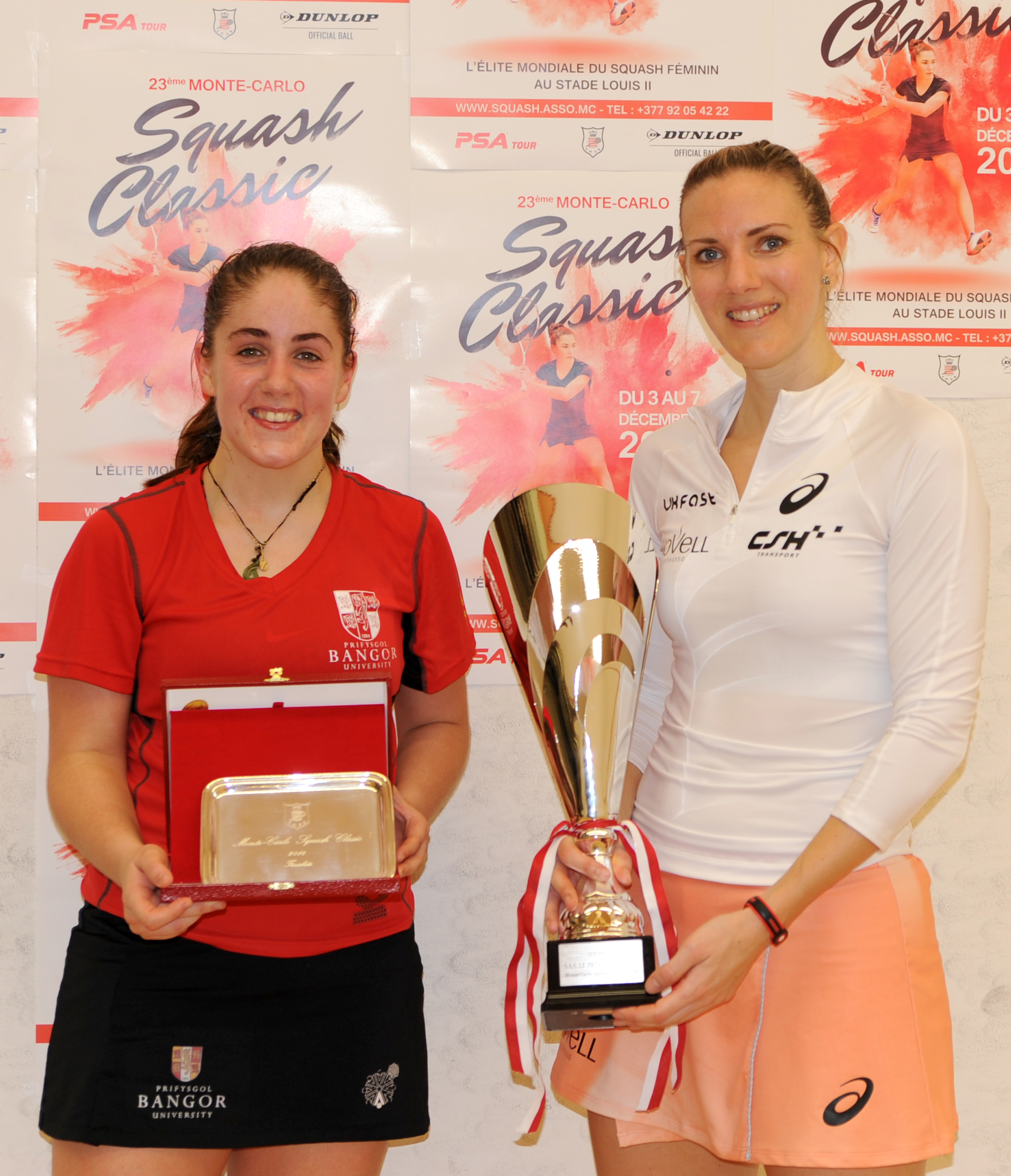
Laura Massaro vainqueur du Monte-Carlo Squash Classic 2018.

### Titres
- Championnats du monde : 2013
- British Open : 2 titres (2013, 2017)
- US Open : 2 titres (2011, 2015)
- Qatar Classic : 2015
- Open de Chine : 2016
- Netsuite Open : 2016
- Open de Macao : 2015
- Windy City Open : 2014
- Open de Kuala Lumpur : 2013
- Carol Weymuller Open : 2012
- Cleveland Classic : 2011
- Monte-Carlo Squash Classic : 3 titres (2008, 2009, 2018)
- Championnats britanniques : 4 titres (2011, 2012, 2016, 2017[11])
- Championnats d'Europe par équipes : 7 titres (2008, 2009, 2012−2014, 2016, 2018)
- Championnats du monde par équipes : 2014

### Finales
- Championnats du monde : 2 finales (2012, 2015)
- British Open : 2 finales (2014, 2015)
- US Open : 2013
- Hong Kong Open : 2015
- Monte-Carlo Squash Classic : 2013
- Cleveland Classic : 2012
- Tournament of Champions : 2 finales (2014, 2017)
- Australian Open : 2012
- Singapore Masters : 2011
- Carol Weymuller Open : 2010
- Open du Texas : 2008
- Championnats britanniques : 3 finales (2008, 2013, 2015)
- Championnats du monde par équipes : 4 finales (2008, 2010, 2016, 2018)
- Championnats d'Europe par équipes : 2019